# Avenida da Liberdade (São Paulo)
A Avenida da Liberdade é uma via situada no Centro de São Paulo (Brasil), capital do Estado de São Paulo e maior cidade brasileira. A avenida é de extrema importância econômica e cultural para a cidade, sendo ela parte da maior comunidade japonesa fora do Japão (Bairro da Liberdade). No comércio, nos restaurantes e na arquitetura da Avenida e do Bairro, é notável a enorme influência da cultura não só japonesa, mas chinesa e coreana também, pela colonização de todos esses grupos no século XX.

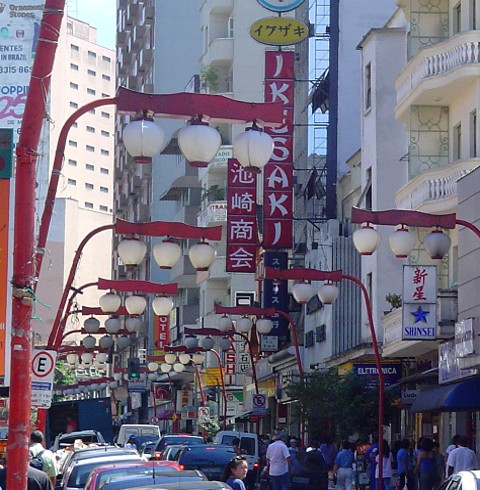

Inicia-se na Praça Doutor João Mendes, próximo a Catedral Metropolitana de São Paulo e termina na Estação São Joaquim, da Linha 1 do Metrô de São Paulo. É uma avenida bastante movimentada, por causa do Fórum da Sé, que fica próximo dela, e da Linha 1-Azul do metrô, que passa embaixo da avenida. São duas estações subterrâneas: São Joaquim e Japão-Liberdade, que juntas têm uma demanda média de 64 mil passageiros por dia, sendo 39.000 na São Joaquim, e 25.000 na Liberdade.
Ocasionalmente, na Praça da Liberdade, há shows e eventos culturais de demasiada importância, sendo eles, principalmente de influência japonesa, chinesa e coreana. Estes eventos atraem muitíssimos visitantes, e até mesmo turistas. Na avenida, há produtora de dublagem, a Clone Áudio e Vídeo e a produtora de TV, a IMJ Produções, que antigamente se chamava M.Okuhara TV Produções.

## História

### Escravos fugitivos
O Bairro da Liberdade era, no século XVII, para onde os escravos que fugiam de seus donos e se abrigavam.

### Largo da Forca
A atual famosa Praça da Liberdade, praça muito movimentada, teve um passado marcante. Antes de ser chamada assim, a Praça da Liberdade tinha o nome de Largo da Forca, pois lá era onde os escravizados eram condenados à morte e enforcados.

### Capela e Cemitério dos Aflitos

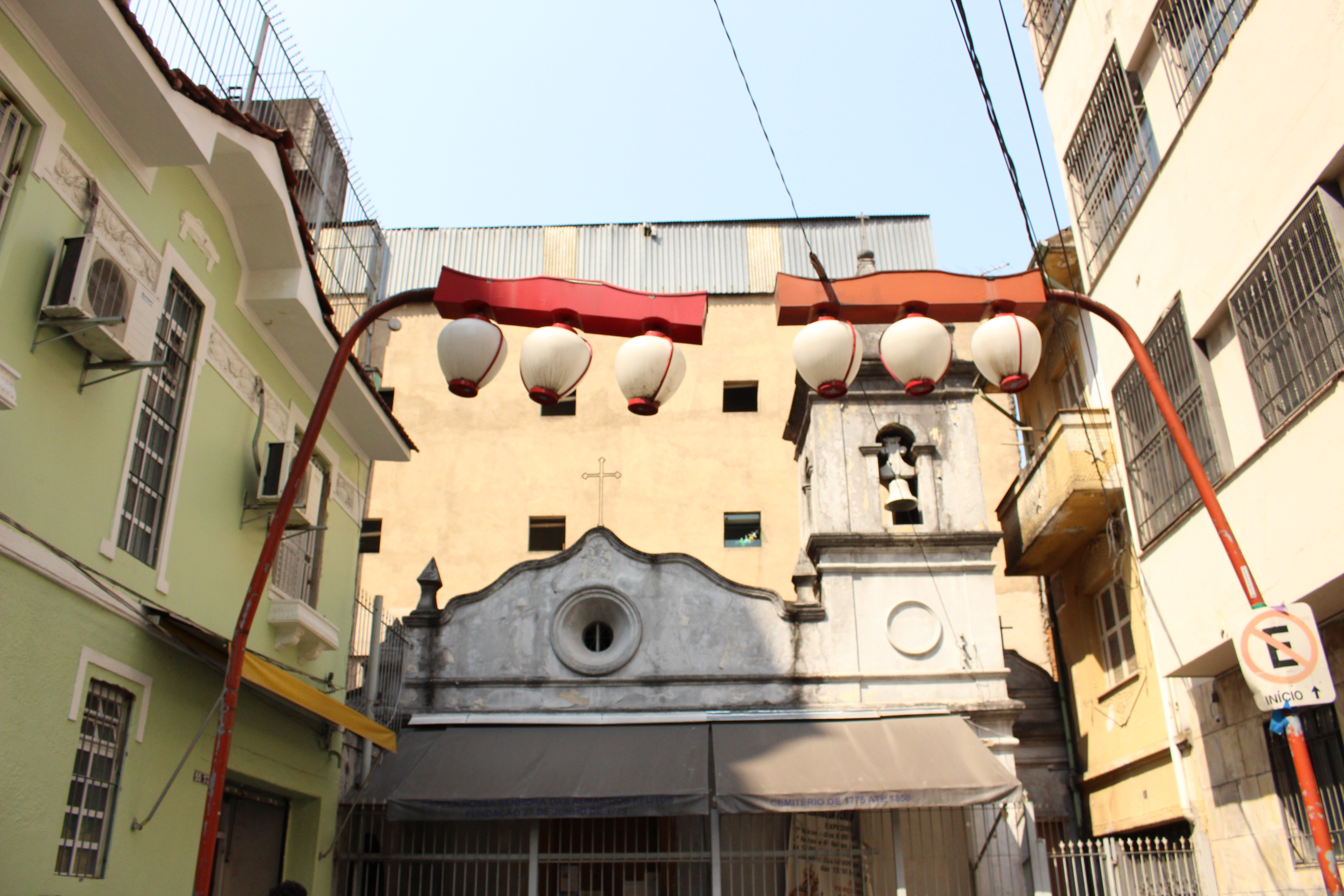
Capela dos Aflitos, hoje rodeada de prédios

No século XVIII viria a surgir o Cemitério dos Aflitos nas redondezas da avenida, o primeiro cemitério de escravizados do Brasil, e também a Capela dos Aflitos, onde as pessoas iriam rezar para os escravos. Hoje em dia, a Igreja está rodeada de prédios, beirando a sua destruição. A igreja tem uma história muito rica, mas que aos poucos está sendo esquecida. Parte da avenida foi construída em cima do cemitério, e até hoje em dia, são encontradas ossadas em obras. Há um projeto de lei sendo sancionado para transformar a obra de um novo prédio colado na capela em um memorial para o cemitério e a história de região.

### Chaguinhas e o nome de Praça
Chaguinhas foi um cabo do exército português, líder de uma revolução contra o domínio português no Brasil, ocorrida em 1821, um ano antes da independência. Chaguinhas foi condenado à forca no Largo, porém milagrosamente, a corda de sua forca foi arrebentada. As 10 mil pessoas que o assistiam gritaram: Liberdade! E a partir daí que o Largo da Forca passou a ser chamado de Praça da Liberdade. Daí também vem o nome da Rua da Liberdade (mais tarde avenida) e do Bairro.[carece de fontes?]
A Avenida da Liberdade recebeu sua primeira denominação quando Dona Clara Emília de Lara Keller, esposa de Manuel Serafina de Arruda, requereu judicialmente a mudança de sua propriedade, á Rua da Esperança, por outra propriedade na "Pólvora". A transação usou a denominação precisa de "casa e terreno situados na Rua da Liberdade".

### Loteamentos
Em 1810, a região da avenida e a própria avenida foram loteadas. A partir de então, foram construídos muitos chalés e casas, sendo esta uma das primeiras povoações em massa do local.

### Colonização asiática

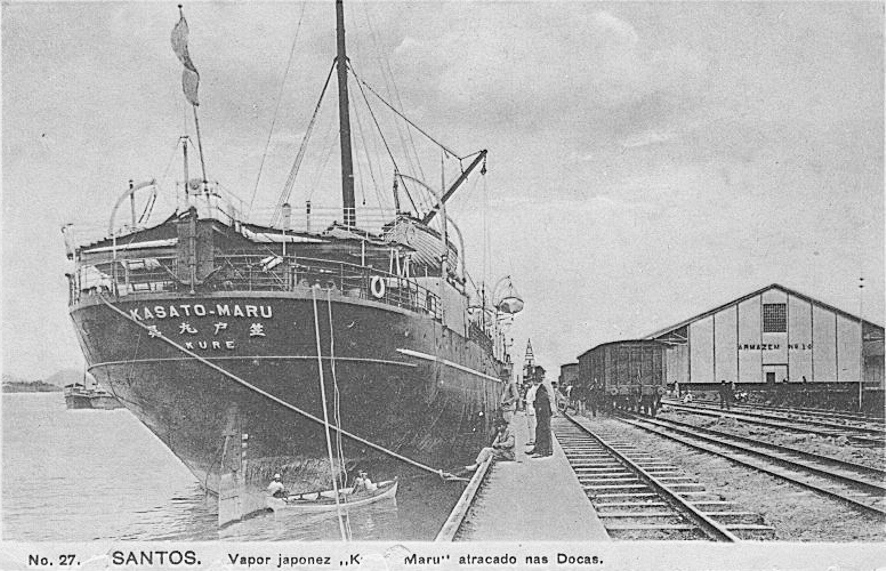
Kasato Maru atracado no Porto de Santos, em 1908

É notável que em 1908 o Brasil recebeu diversos imigrantes japoneses, chegados pelo navio Kasato Maru no porto da cidade de Santos, litoral paulista, que se alocaram em sua maioria na avenida da liberdade e dessa forma ela é reconhecida atualmente por sua referência a cultura japonesa, sendo considerada a maior colônia nipônica fora do Japão.
Nas décadas de 50, 60 e 70, novas levas de imigrantes chegaram a avenida, sendo eles chineses e sul-coreanos. Sendo assim, a influência leste-asiática aumentou drasticamente no bairro. O comércio também se expandiu com a chegada dos novos habitantes.

### Modernização
Inicialmente a Rua da Liberdade tratava-se de uma rua estreita e com paralelepípedos, além disso praças e lagos, por onde passava, eram cobertos por uma extensa fauna. Com o tempo acabou se tornando uma via de mão dupla, com um trânsito intenso e um comércio diferenciado.
Dessa maneira a rua teve seu nome modificado para Avenida da Liberdade, mostrando o quão significativa foram as transformações a partir de 1967. A urbanização da Avenida acompanhou o desenvolvimento da cidade de São Paulo sendo afetada pela industrialização e pelo desenvolvimento econômico do município.
Algumas leis relevantes que contribuíram com a urbanização da Rua da Liberdade:
1896: (Lei n° 261) Permitiu o calçamento da Rua da Liberdade.
1905: (Lei n° 831) Autorizou o alargamento dos passeios da Rua da Liberdade.
1909:(Lei n° 1207) Autoriza a venda de terrenos na Rua da Liberdade.

## Eventos

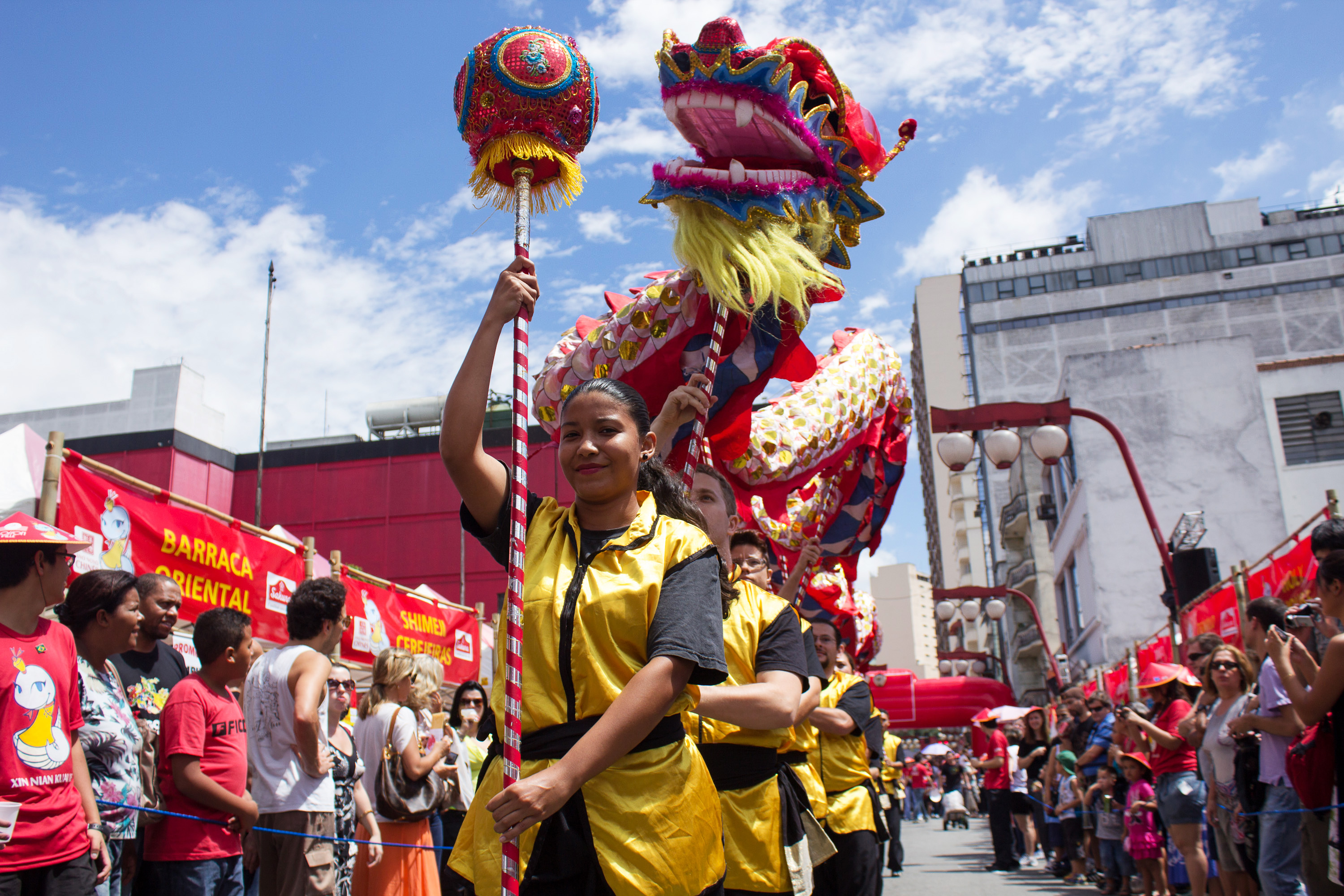
Desfile do dragão (usado para espantar os maus espíritos).

### Ano Novo Chinês
A preparação para o ano-novo chinês, de acordo com a tradição, começa próximo ao meio do 12° mês lunar e prolonga-se até meados do 1º mês do ano lunar, no 15° dia do mês. De acordo com os costumes e tradições é relacionado cada ano novo a um dos animais que teriam atendido ao chamado de Buda para uma reunião, apenas 12 desses animais teriam se apresentado e em agradecimento, buda os transformou em signos da astrologia chinesa. O dragão e leão em especifico, são usados para espantar os maus espíritos e trazer boas energias para o ano que começa.
O evento conta com danças típicas (Dragão - foto e Leão), artes marciais (kung fu e Tai chi chuan), músicas tradicionais, medicina alternativa (acupuntura), comidas e bebidas tipicamente chinesas, massagem, artesanatos e por fim, aulas de chinês e Caligrafia, tudo oferecido de forma gratuita.

### Festival das Flores (Hanamatsuri)

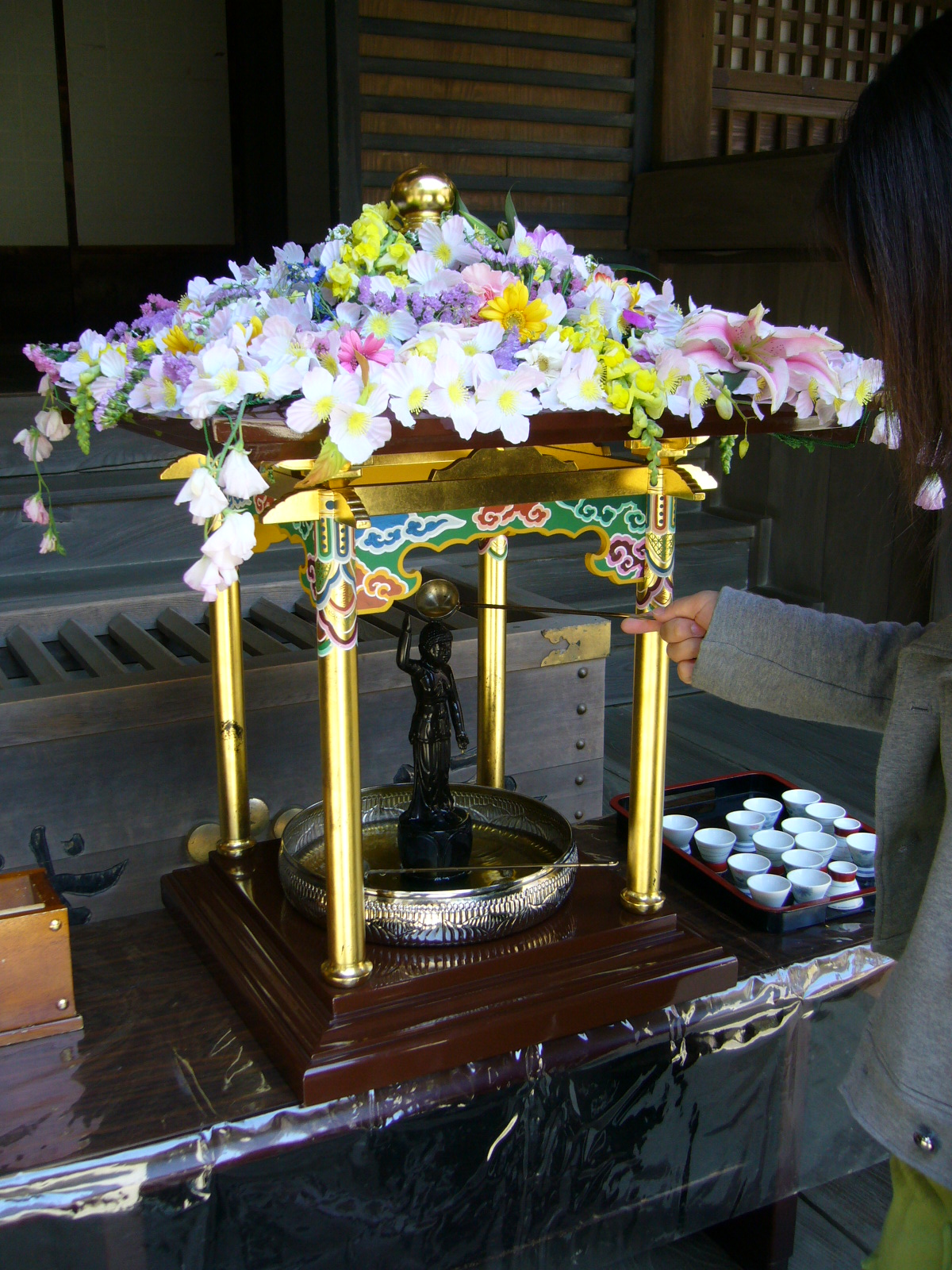
Hanamatsuri no Japão

Esse evento é realizado desde 1966 na Liberdade. Ele ocorre anualmente, no sábado anterior à primeira lua cheia de Abril. O Hanamatsuri celebra o nascimento do Buda Xaquiamuni, do Budismo. A imagem do pequeno Buda é exposto num altar decorado com flores, e os visitantes lhe dão um banho com chá doce enquanto fazem seus pedidos. O altar é cercado por flores, que representam o jardim Lumbini, que seria onde o Buda teria nascido.
No final do festival, um cortejo desfila pela Rua Galvão Bueno, acompanhando a escultura de um grande elefante branco. O elefante teria aparecido num sonho da rainha, mãe de Xaquiamuni, anunciando o nascimento de Buda.
A escultura do elefante foi confeccionada pelo escultor Olyntho Tahara, a pedido da Associação Brasileira de Desenhistas de Manga e Ilustrações.

### Festival das Estrelas (Tanabata Matsuri)

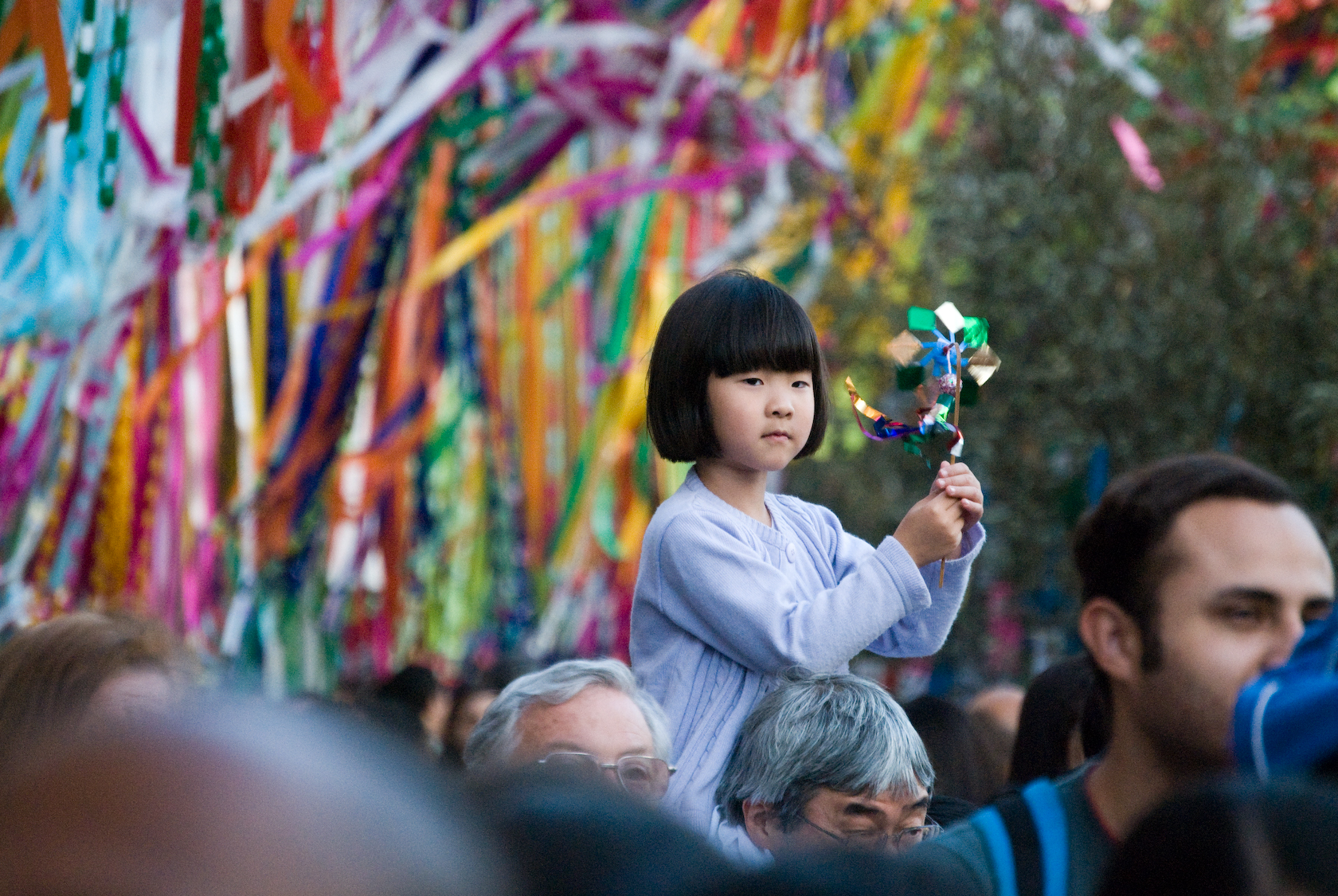
Tanabata Matsuri

O Tanabata ocorre desde o século IX no Japão, e desde 1979 no Brasil. Ele ocorre no mês de Julho e se estende até o mês de Agosto. É um evento folclórico muito famoso não só no Japão como no Brasil também. A origem do festival vem da lenda oriental sobre a princesa Orihime, filha de um poderoso deus do reino celestial. Orihime se apaixonou por Kengyu, um pastor. Dedicados ao romance, eles deixaram de lado todas as obrigações diárias. Pela imaturidade dos dois, o pai de Orihime decidiu separá-los, obrigando-os a morar em lados opostos da Via-Lactea. O pai da princesa decidiu não ser tão duro, e deixá-los se verem uma vez ao ano, mas com uma condição: eles precisavam atender a todos os pedidos vindos da Terra. É por isso que acredita-se que nessa data é supostamente o dia em que os deuses atendem mais facilmente aos pedidos dos humanos (seria a sétima noite do sétimo mês do ano, porém na Liberdade o festival ocorre em datas móveis). As ruas ao redor da Praça da Liberdade são decoradas com kussudamas, ramos de bambus com enfeites de papel de diversas cores, e a ideia é que eles representem as estrelas. Para fazer seu pedido, você deve comprar um tanzaku. Escreva seu pedido para as estrelas e os pendure nos galhos dos bambus. Além disso, o festival conta com shows, danças, comida e apresentações típicas japonesas.

### Festival Oriental (Toyo Matsuri)

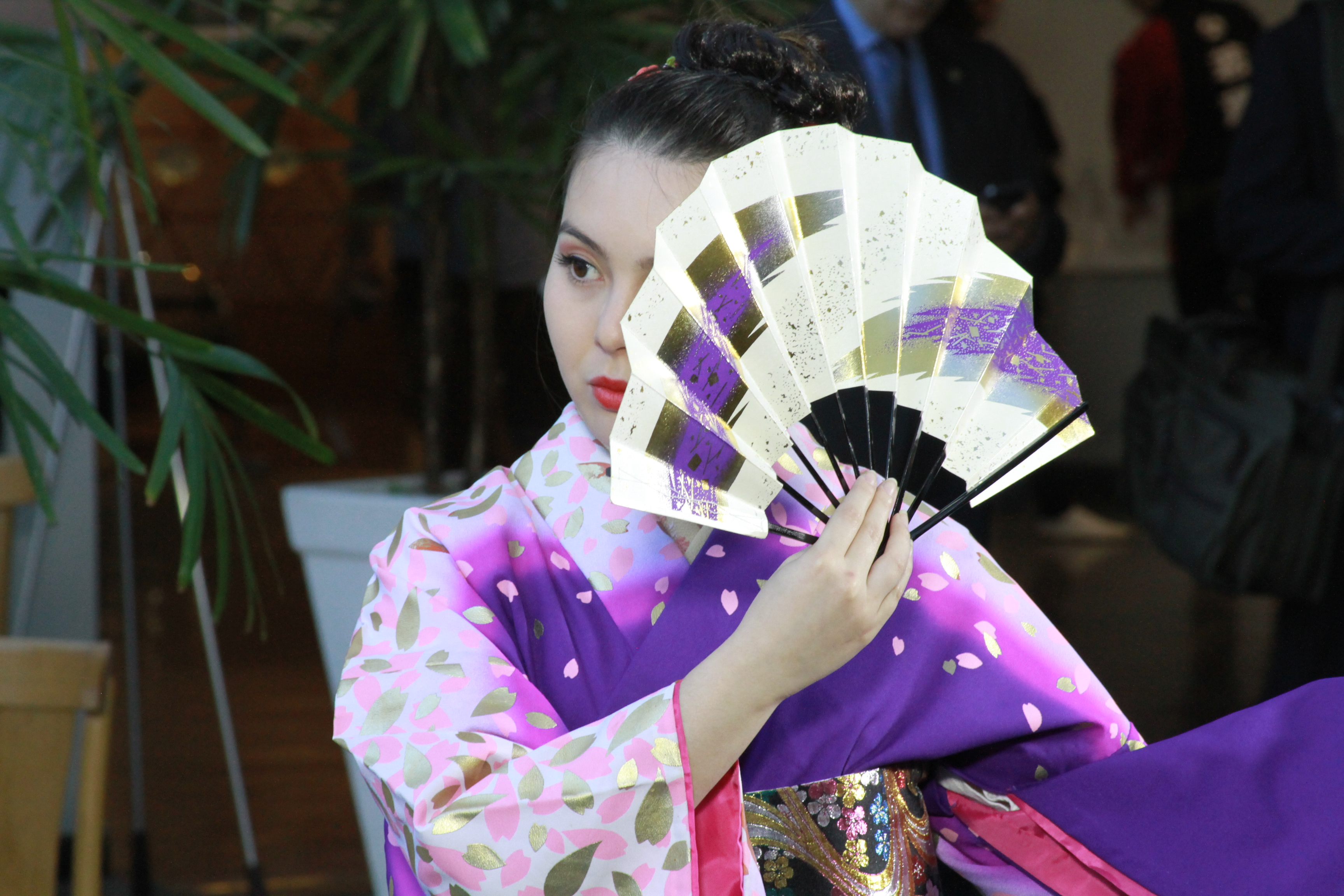
Dançarina de bon odori

O Toyo Matsuri é de demasiada importância na história de São Paulo e da Liberdade. Foi criada em 1969 pela comunidade nipo-brasileira, com a apresentação da típica dança japonesa bon odori. Ela foi criada para celebrar o final do ano e atrair consumidores para região, em conta do Natal. Ele ocorre durante o mês de dezembro, na Praça da Liberdade, tendo o seu encerramento somente para as festas de passagem de ano. Ele conta com as seguintes atrações: danças tipicas, shows e manifestações artísticas. As ruas são decoradas com mensagens de boa sorte e bandeiras. Os enfeites são mantidos o mês de dezembro inteiro, até o dia 31, quando ocorrerá o Mochi Tsuki. O nome de Toyo Matsuri significa, literalmente, Festival Oriental (Toyo= Oriental; Matsuri= Festival)

### Mochi Tsuki

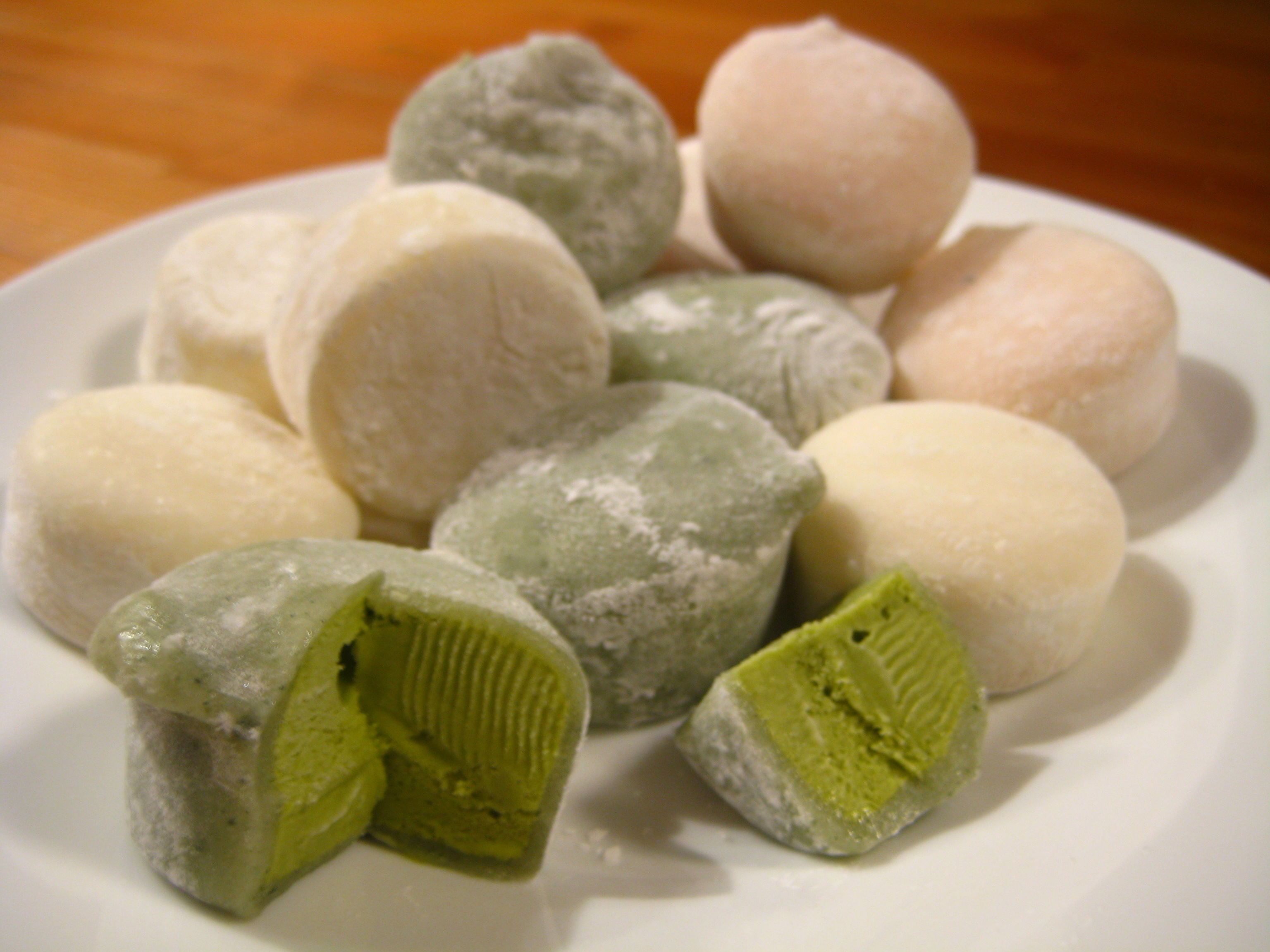
Típicos mochis

Mochi é um bolinho de arroz recheado, geralmente de sorvete, e "tsuki" tem como significado socar. As famílias se reúnem na virada do ano, do dia 31 de dezembro para o dia primeiro de janeiro, para preparar os bolinhos de arroz socando-os com um pilão. Esse trabalho representa a força e a união que se deve manter ao longo do ano que está por vir, até porque ele é realizado através do revezamento de varias pessoas. Além disso, ocorre a distribuição de saquinhos com os mochis pelo bairro e também tem uma festa de confraternização. O evento é planejado para tenha o seu término às doze horas do dia trinta e um de dezembro, dessa forma coincide com a meia noite no Japão.

### Feira Oriental

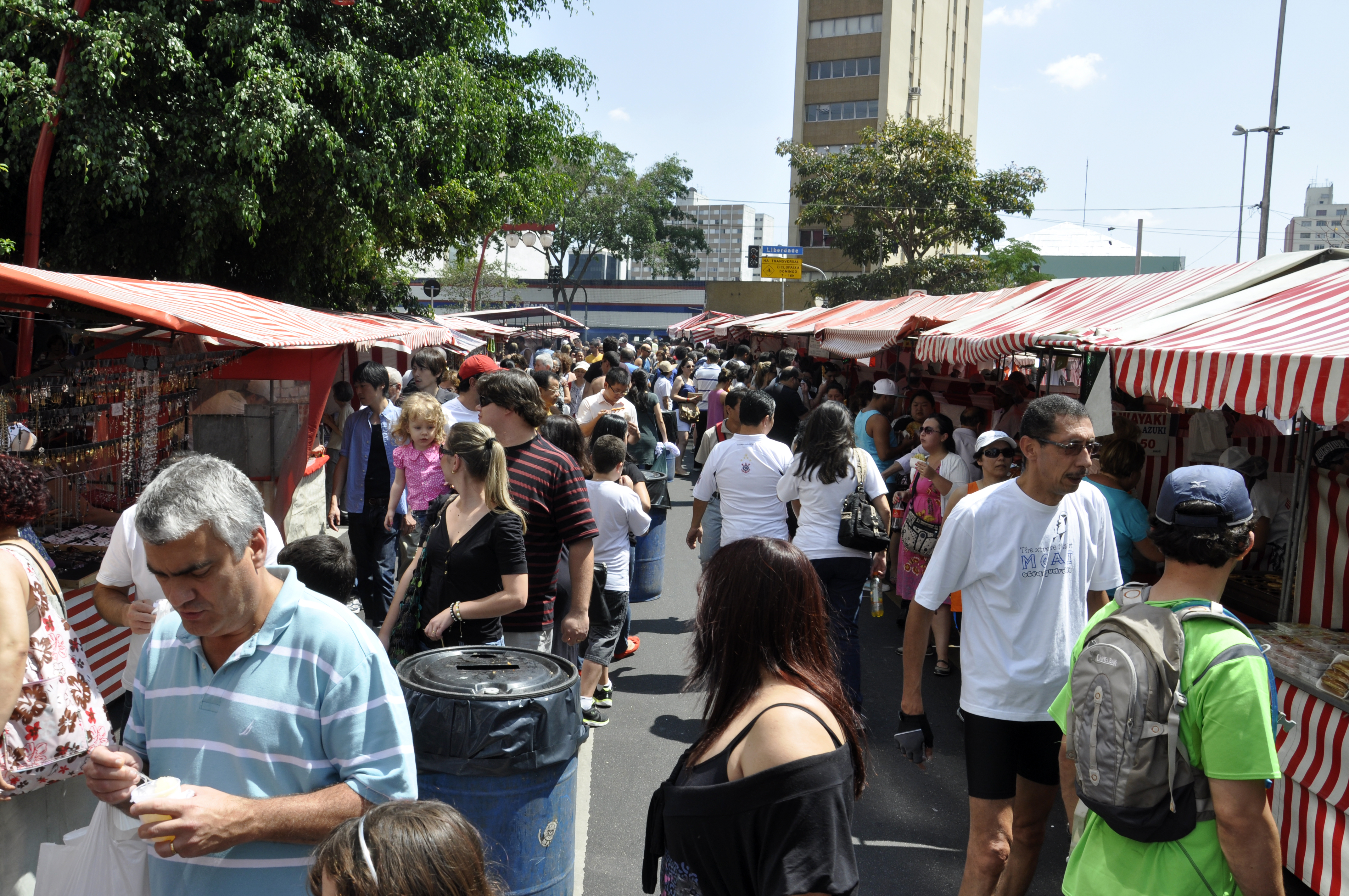
Feira da Liberdade, na Praça da Liberdade

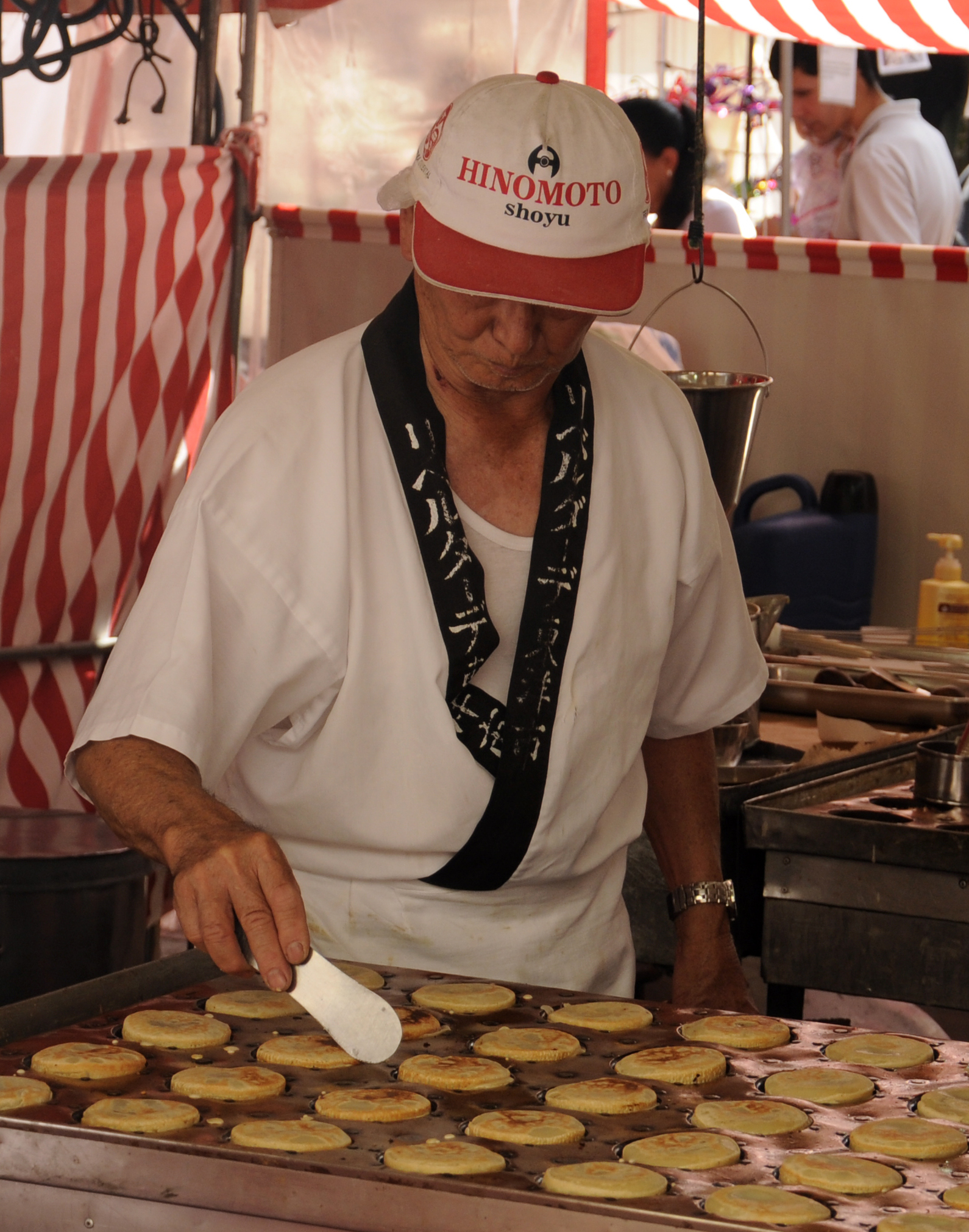
Homem prepara comida típica na Feira da Liberdade

A Feira Oriental da Liberdade começou no ano de 1975, com o intuito de expor o trabalho feito pelos imigrantes orientais e oferecer um pouco mais da cultura japonesa para o público brasileiro. De uns tempos pra cá a feira se tornou não só uma exposição do público e dos produtos orientais, mas também de muitos expositores de diversas nacionalidades. São 200 barracas mais ou menos no total, dentre elas podemos consumir produtos típicos da cultura japonesa, como comidas típicas, bonsais, artesanatos, roupas e outros. Também podemos encontrar velas, sabonetes, produtos em couro, bijuterias, plantas, esculturas, quadros e outros diversos artigos.

### Campeonato da milenar luta japonesa

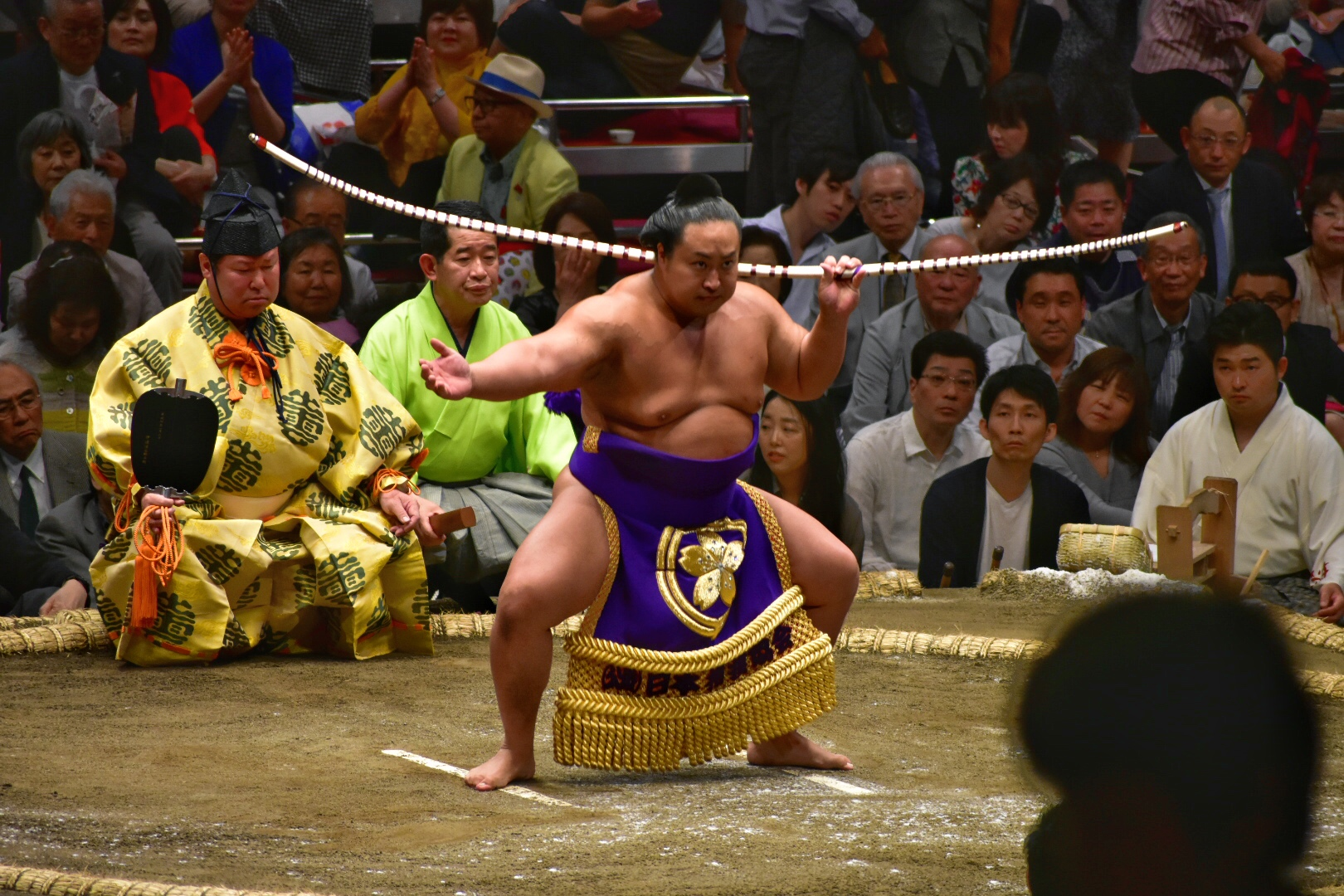
Lutador de Sumô

A Associação Cultural e Assistencial da Liberdade, a Confederação Brasileira de Sumô e a Federação Paulista de Sumô se reúnem no mês de maio em datas diversas para promoverem o famoso campeonato de luta japonesa, mais conhecida como Sumô. Este campeonato envolve a tradição japonesa há muitos anos e é muito conhecido também por ter um costume seguido na entrada dos lutadores na arena.

## Trajeto
- Início na Praça Doutor João Mendes
- Acesso à Rua da Glória, para Cambuci, Ipiranga, Mooca, Zona leste entre outros destinos
- Praça da Liberdade e Estação Japão-Liberdade, da Linha 1-Azul do Metrô[17]
- Viaduto Guilherme de Almeida, sobre a Ligação Leste-Oeste, e divisa distrital entre os distritos de Liberdade e Sé
- Largo da Pólvora
- R. Fagundes, com destino à Rua Galvão Bueno
- R. Condessa de São Joaquim, com destino à Avenida Brigadeiro Luís Antônio
- Fim na Estação São Joaquim, da Linha 1-Azul do Metrô[18]

## Galeria de imagens

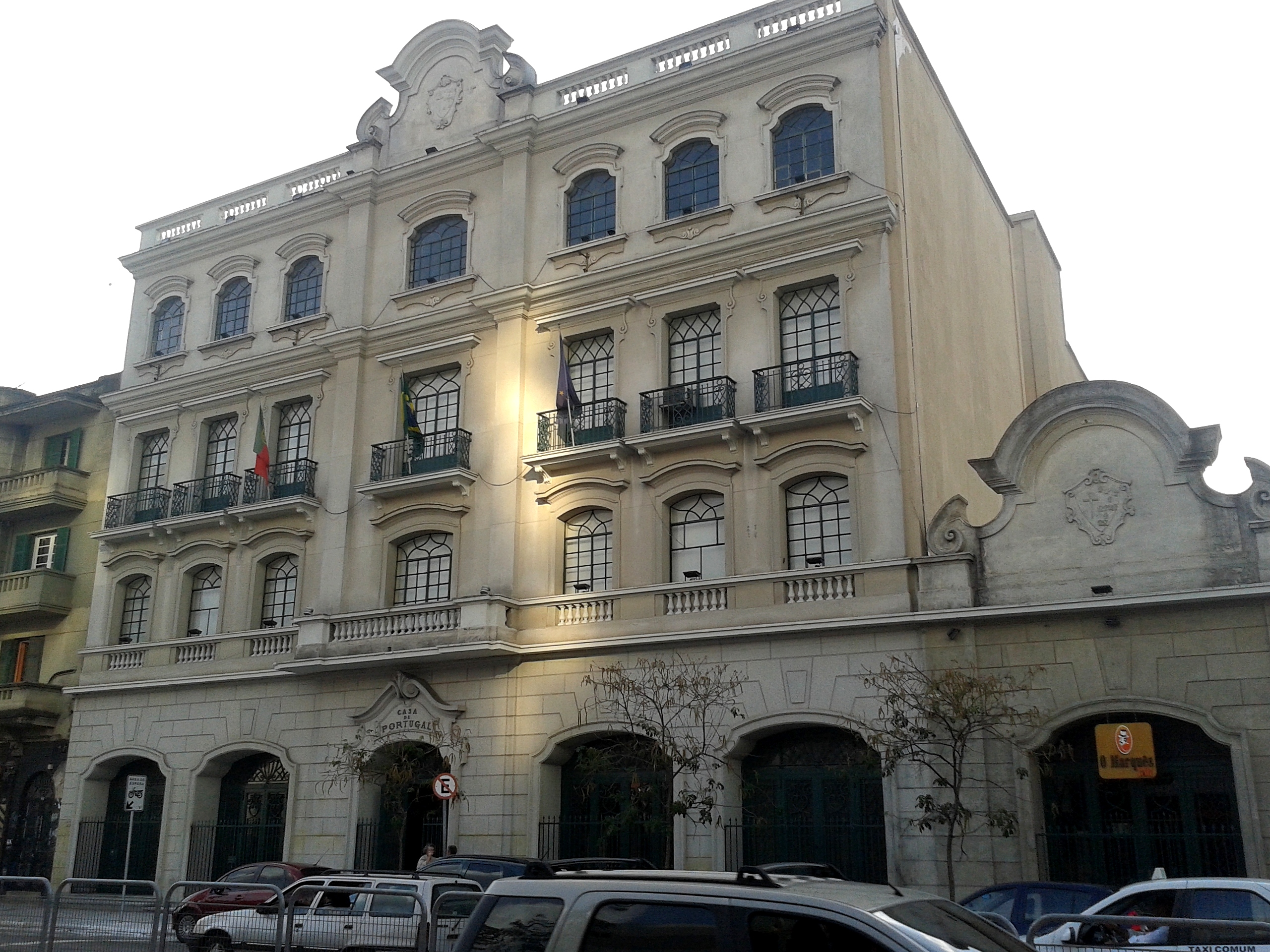
Casa de Portugal, na Avenida da Liberdade
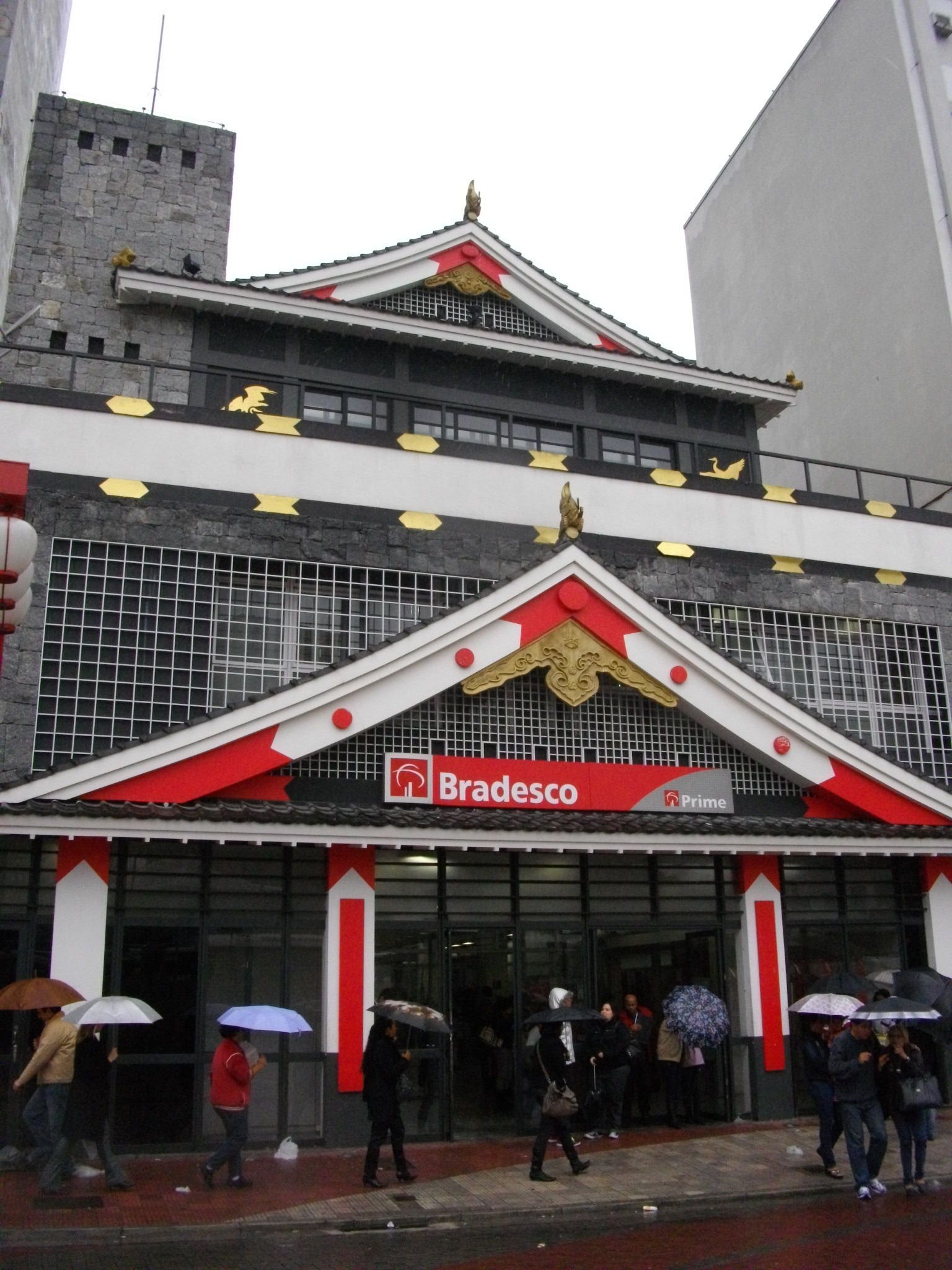
Banco Bradesco na Avenida da Liberdade
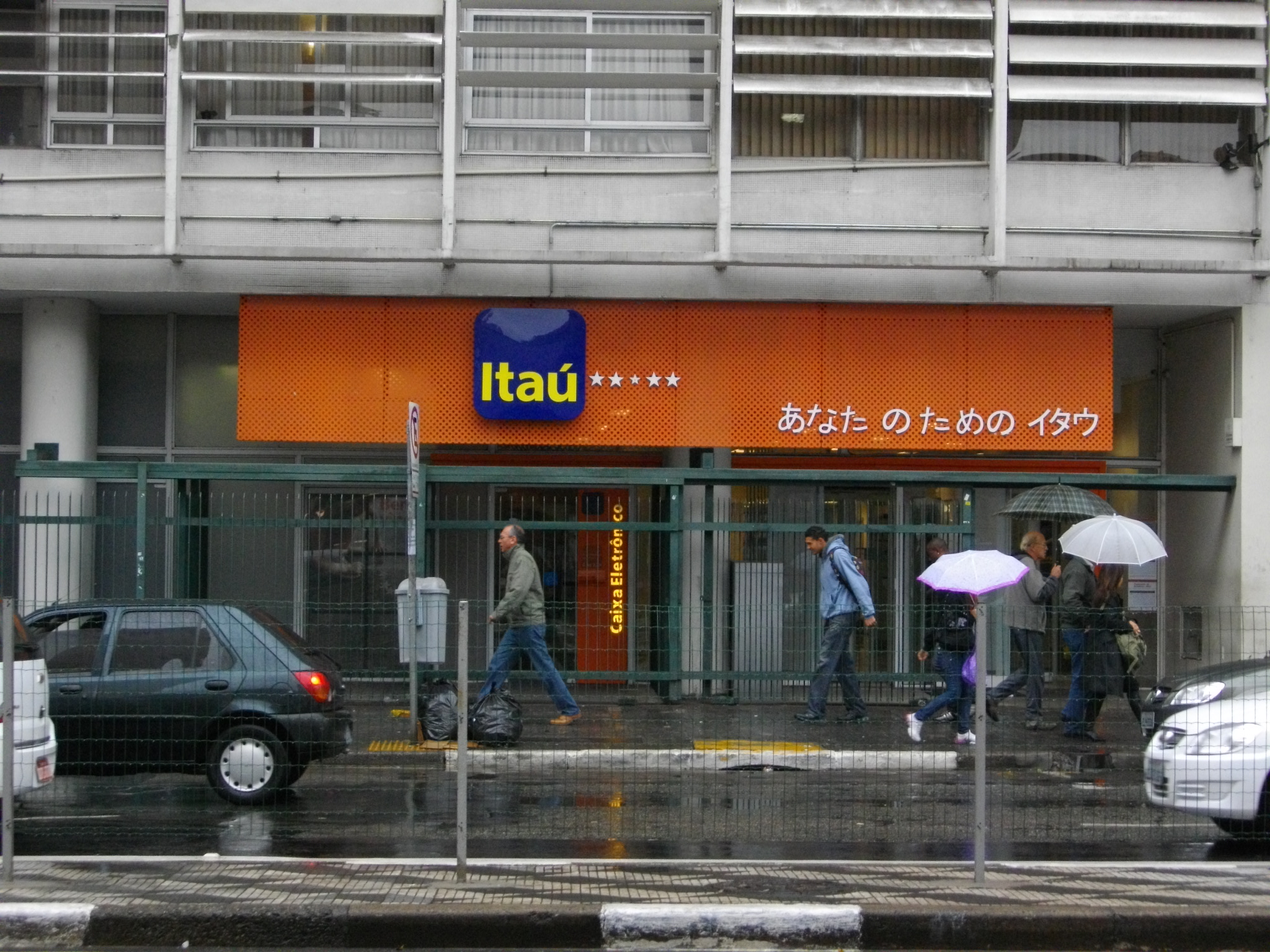
Banco Itaú na Avenida da Liberdade
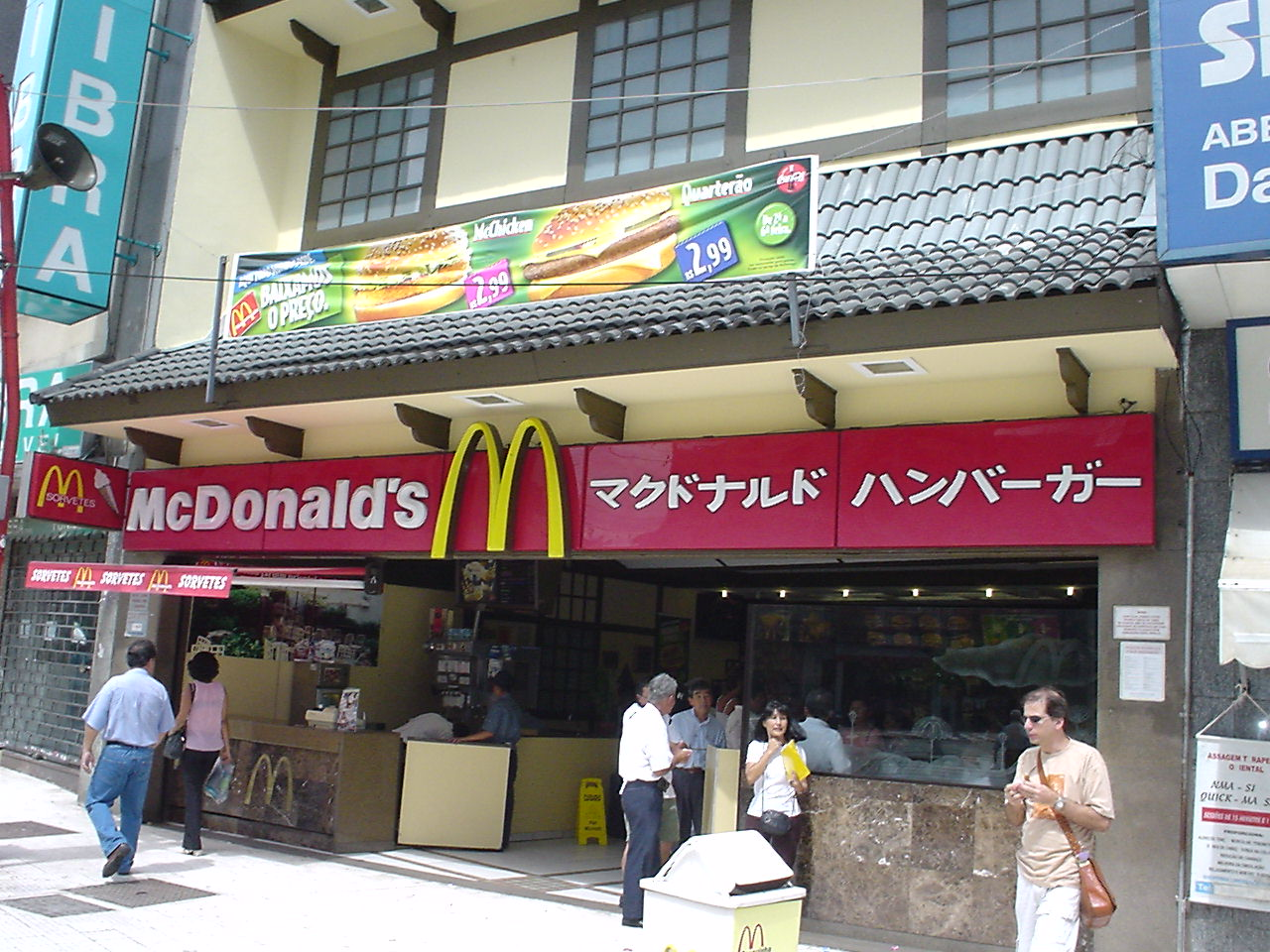
McDonald’s na Avenida da Liberdade
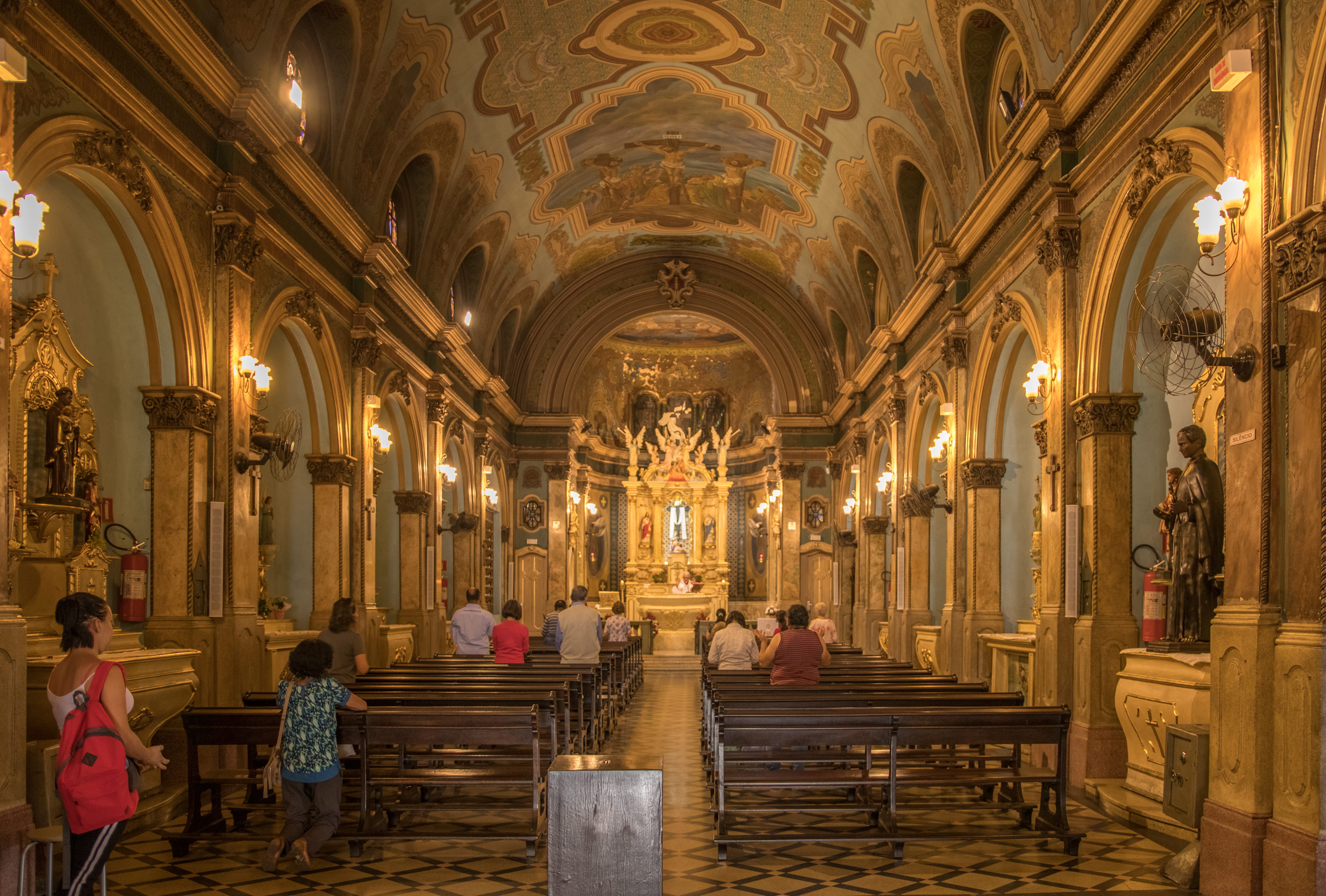
Igreja das Almas, na Praça da Liberdade
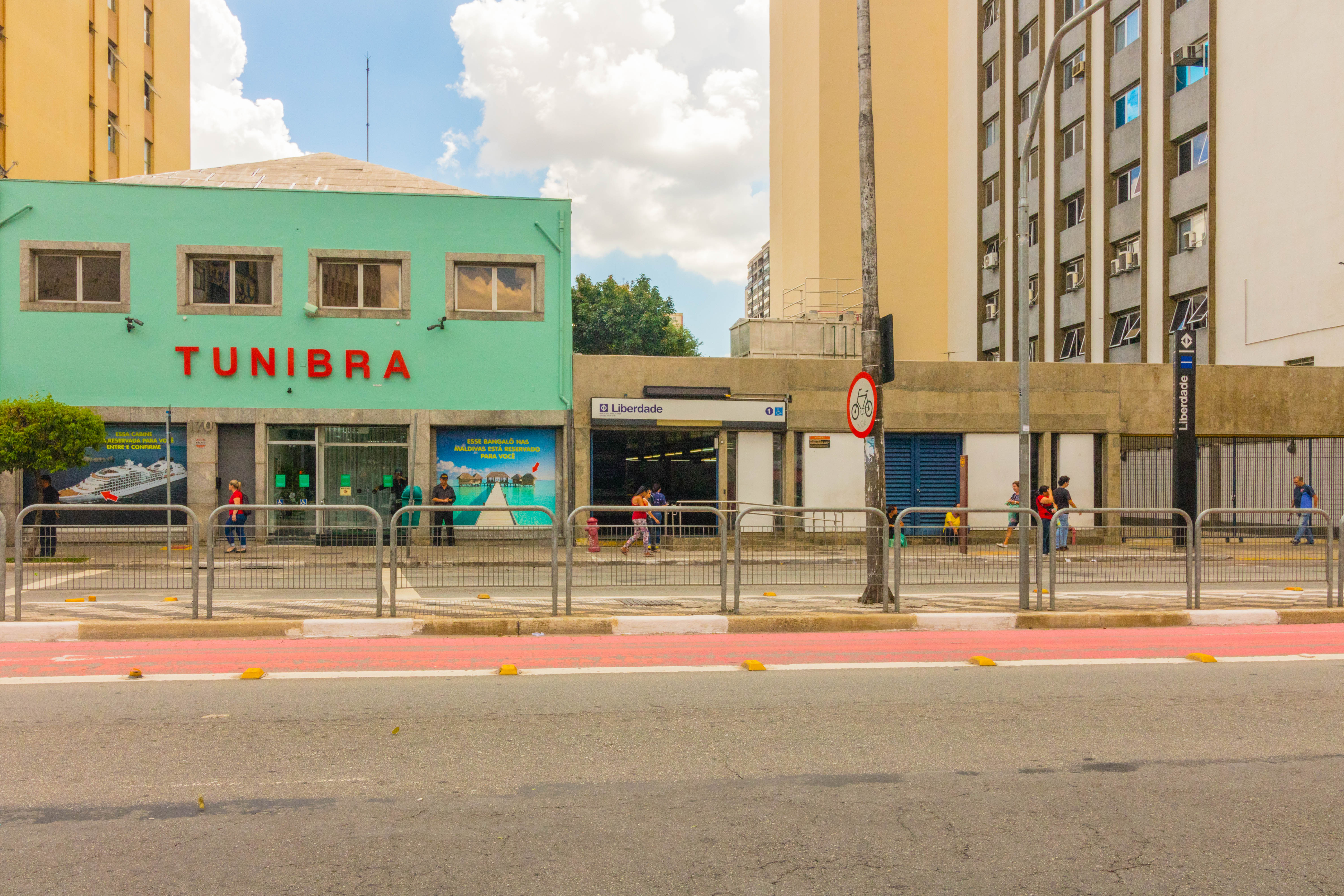
Entrada da Estação Japão-Liberdade do Metrô, no lado oposto à praça da Liberdade